# .dk
.dk je národní doména nejvyššího řádu pro Dánsko. Doménu spravuje Punktum dk. Registrace je možná pouze přes akreditované registrátory. Poté je možné buď zůstat u registrátora anebo požádat o přesun přímo k Punktum dk.
Je možné registrovat i domény se znaky æ, ø, å, ö, ä, ü, é, tzv. IDN.